# Hanging Around
Hanging Around è un singolo del gruppo musicale svedese The Cardigans, pubblicato nel 1999 ed estratto dall'album Gran Turismo. 

## Tracce
- Maxi Singolo UK

1. Hanging Around (Alternative Radio Mix) - 3:41
2. My Favourite Game (Rollo's Mix) - 6:37
3. Hanging Around (Nåid Remix) - 4:10
4. Hanging Around (CD-Rom Video) - 3:41

## Video
Il videoclip della canzone è stato diretto da Sophie Muller ed è ispirato al film Repulsione (Repulsion), diretto da Roman Polański.

## Formazione
- Nina Persson – voce
- Peter Svensson – chitarra
- Magnus Sveningsson – basso
- Lars-Olof Johansson – tastiera
- Bengt Lagerberg – batteria, percussioni

## Classifiche
| Classifica (1999) | Posizione raggiunta |
| ----------------- | ------------------- |
| Regno Unito       | 17                  |